# Elton Acolatse
Elton-Ofoi Acolatse (Amsterdam, 25 luglio 1995) è un calciatore olandese, attaccante del Diósgyőr.

## Carriera

### Club
Cresciuto nel settore giovanile dell'Ajax, dopo due stagione disputate con la squadra riserve il 21 luglio 2016 passa al Westerlo, firmando un triennale con il club belga. Il 4 aprile 2017, dopo la retrocessione della squadra fiamminga, si accorda per un trasferimento a parametro zero al Club Bruges, legandosi fino al 2021 con i blu-neri. Il 31 agosto viene ceduto in prestito al Sint-Truiden; nonostante le poche presenze ottenute a causa di ripetuti infortuni, il 23 giugno 2018 viene riscattato, firmando un triennale con la squadra del Limburgo.
Il 6 febbraio 2020 passa fino al termine della stagione all'Hapoel Be'er Sheva.

### Nazionale
Ha giocato nelle nazionali giovanili olandesi Under-17, Under-19 ed Under-20; con l'Under-17 nel 2012 ha anche vinto gli Europei di categoria, segnando una rete decisiva nella finale del torneo (vinta ai calci di rigore dopo essere terminata 1-1).

## Statistiche

### Presenze e reti nei club
Statistiche aggiornate al 19 novembre 2020.
| Stagione            | Squadra             | Campionato          | Campionato | Campionato | Coppe nazionali | Coppe nazionali | Coppe nazionali | Coppe continentali | Coppe continentali | Coppe continentali | Altre coppe | Altre coppe | Altre coppe | Totale | Totale | Totale |
| Stagione            | Squadra             | Comp                | Pres       | Reti       | Comp            | Pres            | Reti            | Comp               | Pres               | Reti               | Comp        | Pres        | Reti        | Pres   | Reti   |        |
| ------------------- | ------------------- | ------------------- | ---------- | ---------- | --------------- | --------------- | --------------- | ------------------ | ------------------ | ------------------ | ----------- | ----------- | ----------- | ------ | ------ | ------ |
| 2013-2014           | Jong Ajax           | ED                  | 2          | 0          | -               | -               | -               | -                  | -                  | -                  | -           | -           | -           | 2      | 0      |        |
| 2014-2015           | Jong Ajax           | ED                  | 36         | 5          | -               | -               | -               | -                  | -                  | -                  | -           | -           | -           | 36     | 5      |        |
| 2015-2016           | Jong Ajax           | ED                  | 26         | 1          | -               | -               | -               | -                  | -                  | -                  | -           | -           | -           | 26     | 1      |        |
| Totale Jong Ajax    | Totale Jong Ajax    | Totale Jong Ajax    | 64         | 6          |                 | -               | -               |                    | -                  | -                  |             | -           | -           | 64     | 6      |        |
| 2016-2017           | Westerlo            | D1                  | 28         | 6          | CB              | 1               | 0               | -                  | -                  | -                  | -           | -           | -           | 29     | 6      |        |
| 2017-2018           | Sint-Truiden        | D1                  | 6+8        | 0+1        | CB              | 0               | 0               | -                  | -                  | -                  | -           | -           | -           | 14     | 1      |        |
| 2018-2019           | Sint-Truiden        | D1                  | 21+6       | 1          | CB              | 3               | 0               | -                  | -                  | -                  | -           | -           | -           | 2      | 0      |        |
| 2019-feb. 2020      | Sint-Truiden        | D1                  | 18         | 0          | CB              | 2               | 0               | -                  | -                  | -                  | -           | -           | -           | 20     | 0      |        |
| Totale Sint-Truiden | Totale Sint-Truiden | Totale Sint-Truiden | 59         | 2          |                 | 5               | 0               |                    | -                  | -                  |             | -           | -           | 64     | 2      |        |
| feb.-giu. 2020      | Hapoel Be'er Sheva  | LH                  | 10         | 0          | CI+CT           | 0               | 0               | UEL                | -                  | -                  | -           | -           | -           | 10     | 0      |        |
| 2020-2021           | Hapoel Be'er Sheva  | LH                  | 5          | 0          | CI+CT           | 1+0             | 0               | UEL                | 7                  | 5                  | -           | -           | -           | 9      | 4      |        |
| Totale carriera     | Totale carriera     | Totale carriera     | 166        | 14         |                 | 7               | 0               |                    | 3                  | 4                  |             | -           | -           | 176    | 18     |        |

## Palmarès

### Club

#### Competizioni nazionali
- Coppa d'Israele: 1

Hapoel Be'er Sheva: 2019-2020

### Nazionale
- Campionato d'Europa Under-17: 1

Slovenia 2012